# Мерелево
Мерелево — деревня в Торопецком районе Тверской области в Плоскошском сельском поселении.

## История
На топографической карте Фёдора Шуберта, изданной в 1871 году обозначена деревня Мерелёва. Имела 10 дворов. 
На карте РККА 1923—1941 годов обозначена деревня Мерелево. Имела 27 дворов. 
До 2013 года деревня входила в состав ныне упразднённого Волокского сельского поселения. 

## География
Расположена примерно в 5 километрах к северо-западу от села Волок.

## Население
| 2010 |
| ---- |
| 1    |

Население по переписи 2002 года — 16 человек.